# Vomitorium

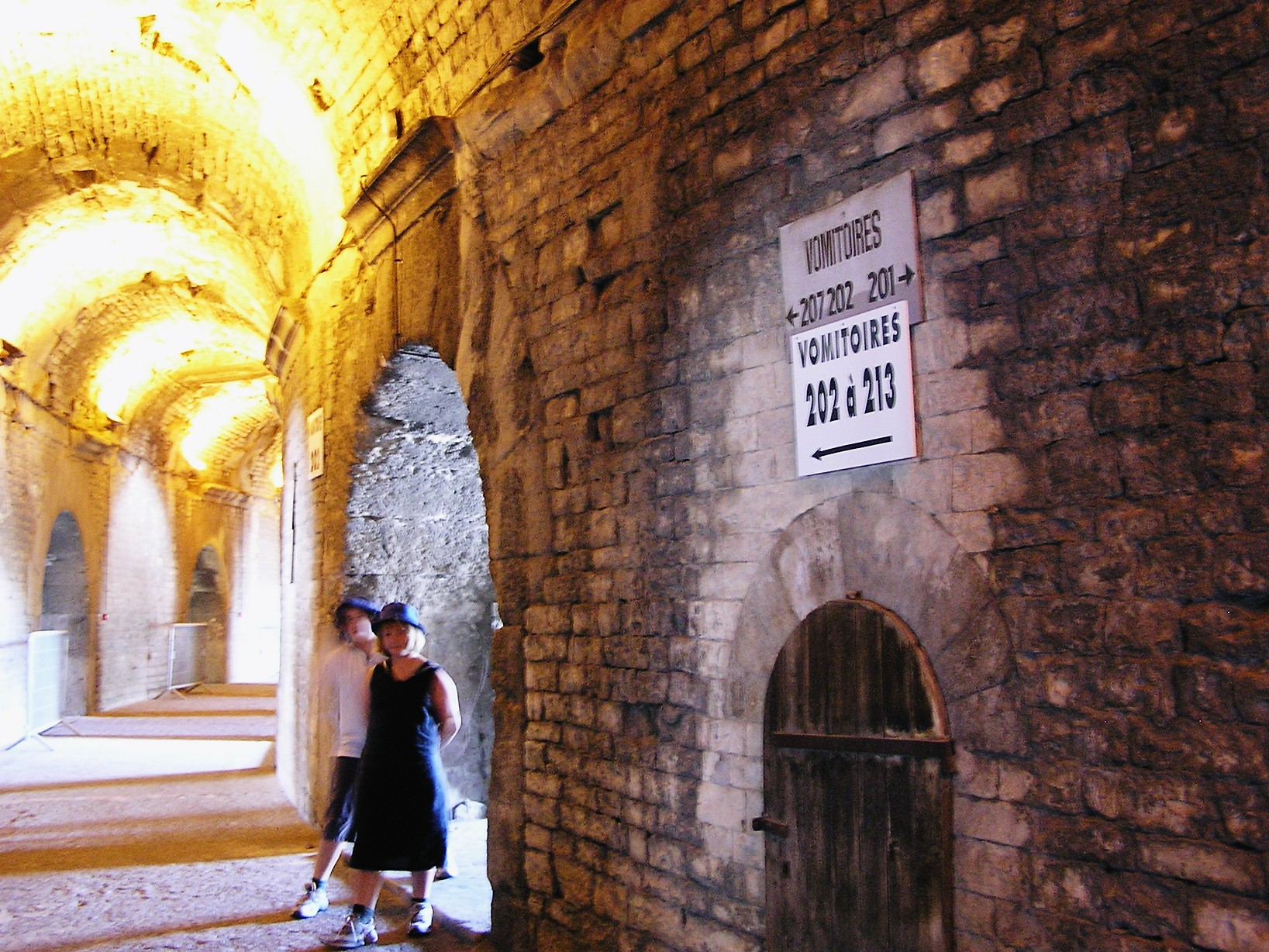
Vomitorium Nîmes Amphitheater

Als Vomitorium (von lateinisch vomere: ausspeien, erbrechen) wird ein Zugang zu den Sitzreihen in römischen Theatern, Amphitheatern und Circi bezeichnet, weil für den Beobachter auf der Bühne bzw. der Arena der Eindruck besteht, die hereinströmenden Zuschauer würden vom Eingang (Vomitorium) ausgespuckt.
Einer verbreiteten Legende nach soll es in der Antike in den Villen reicher Römer einen Brechraum gegeben haben, der ebenfalls als Vomitorium bezeichnet wurde. Dieser wurde angeblich bei großen Essgelagen genutzt, um durch absichtliches Erbrechen den Magen wieder zu entleeren, damit man weiteressen konnte. Solche Räume lassen sich allerdings nicht durch archäologische Funde belegen, die Römer suchten zum Erbrechen die Latrina auf.
Außerdem ist „Vomitorium“ das lateinischstämmige Fremdwort für Brechmittel, neben dem griechischstämmigen Emetikum.